# Edward Martyn
Edward Martyn (* 30. Januar 1859 in Tullira, County Galway; † 5. Dezember 1923 ebenda) war ein irischer Dramatiker und Politiker der Sinn Féin.

## Leben
Martyn verfasste einige Dramen, die von Henrik Ibsen sowie George Moore inspiriert waren. Er war ein Nachbar von Lady Isabella Augusta Gregory und machte diese in seinem Haus in Tullira mit William Butler Yeats bekannt. Sein Haus in Tullira auf der Doorus-Halbinsel wurde neben dem seines Cousins Florimond de Basterot in den 1890er zu dem führenden Ort der literarischen Bewegung und letztlich auch der nationalistischen Bewegung in Irland.
1899 gründete er gemeinsam mit Lady Gregory und William Butler Yeats das Irish Literary Theatre. Aus diesem Projekt ging 1904 das Abbey Theatre, das irische Nationaltheater, hervor. Einige Jahre später gehörte er zu den führenden Persönlichkeiten des literarischen Zirkels in Dunguaire Castle, an dem 1904 neben ihm auch wiederum Lady Gregory, W. B. Yeats, George Bernard Shaw, John Millington Synge sowie Oliver St. John Gogarty teilnahmen.
Kurz darauf begann er auch sich politisch zu engagieren und war nach der Gründung am 28. November 1905 zwischen 1905 und 1908 erster Vorsitzender der Sinn Féin.